# Ren og Stimpy
Ren og Stimpy er en amerikansk-canadisk tegnefilmserie, skabt af John Kricfalusi. Seriens to hovedpersoner er Ren, en hidsig og let psykotisk chihuahuahund, og Stimpy, en dum, men godhjertet, kat. Serien fik premiere 11. august 1991 og kørte i fem sæsoner på Nickelodeon. I 2003 optrådte figurerne i den voksne tegnefilmserie, Ren and Strimpy: Adult Party Cartoon.

## Medvirkende

### Ren
En lang øre, pink øje psykopatisk chihuahuahund, som har en pink lignede rottehale fra sæson 1 til sæson 2. Ren er kendt for sin catchphrase såsom "You eediot", "You stupide idiot". Han er baseret på Peter Lorre fra Ridderfalken. Ren slår Stimpy, nåh han laver nogle dumme ting. 
Stemmelagt af John Kricfalusi (1990-1992), Billy West (1993-1996)

### Stimpy
En rød blånæset kat som  ingen hale har. Han er venlig og dum. Stimpy var kendt for at sige "happy happy joy joy" ("glad glad glæde glæde"). Stimpy har en  Larry Fine-lignede  stemme og lyde. 
Stemmelagt af Billy West